# 蟹肉餅

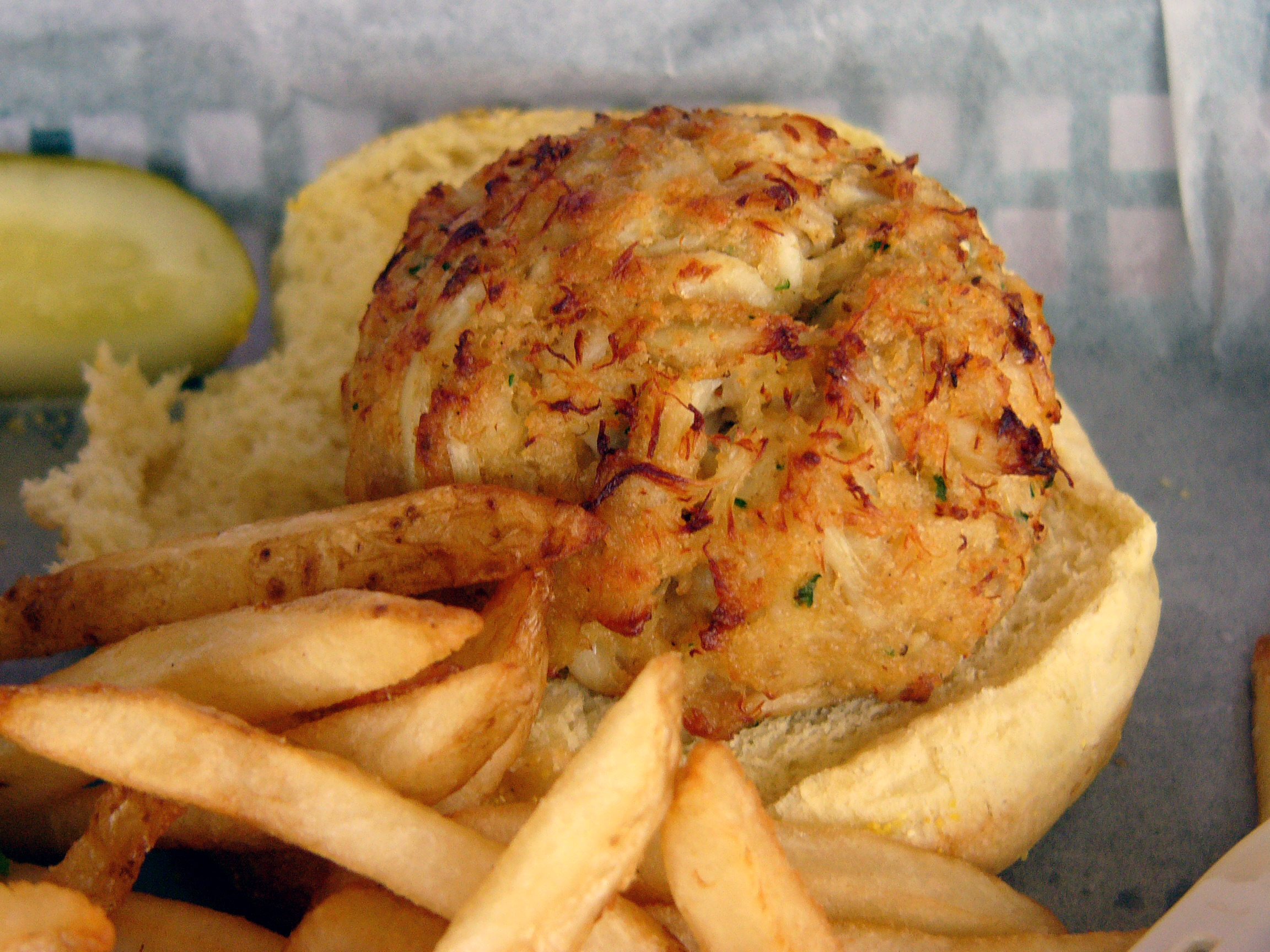
置於麵包上的蟹肉餅

蟹肉餅是一種於美國盛行的煎魚餅，主要由蟹肉加上麵包屑、美乃滋、芥末醬（或芥末粉）、蛋與香料等原料加以煸、焗烤、炙烤、炸或烘烤製作而成。蟹肉餅多半被認為是乞沙比克灣的特產美食，尤其是馬里蘭州及維吉尼亞州。
蟹肉餅在中大西洋州份與美國南大西洋地區尤其盛行，肇因於當地蓬勃的捕蟹產業。但蟹肉餅在新英格蘭、美國墨西哥灣沿岸地區、太平洋西北地區、北加利福尼亞州也十分常見。雖然不限制所使用的螃蟹種類，但傳統上多半會使用棲息於乞沙比克灣的藍蟹製作而成。在太平洋西北及北加利福尼亞州地區則多半使用當地特有的首長黃道蟹來製作蟹肉餅。

## 形式

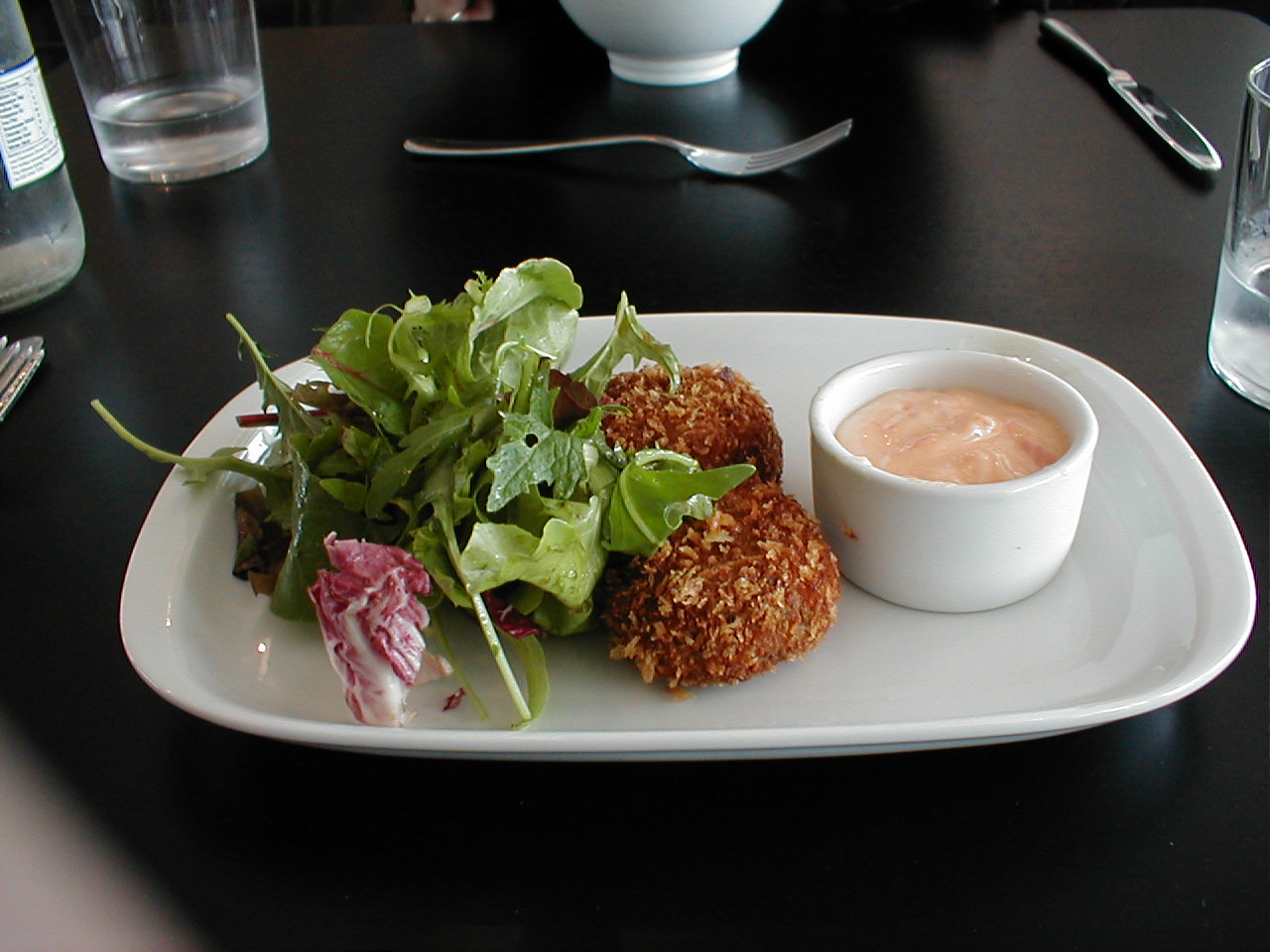
蟹肉餅搭配沙拉

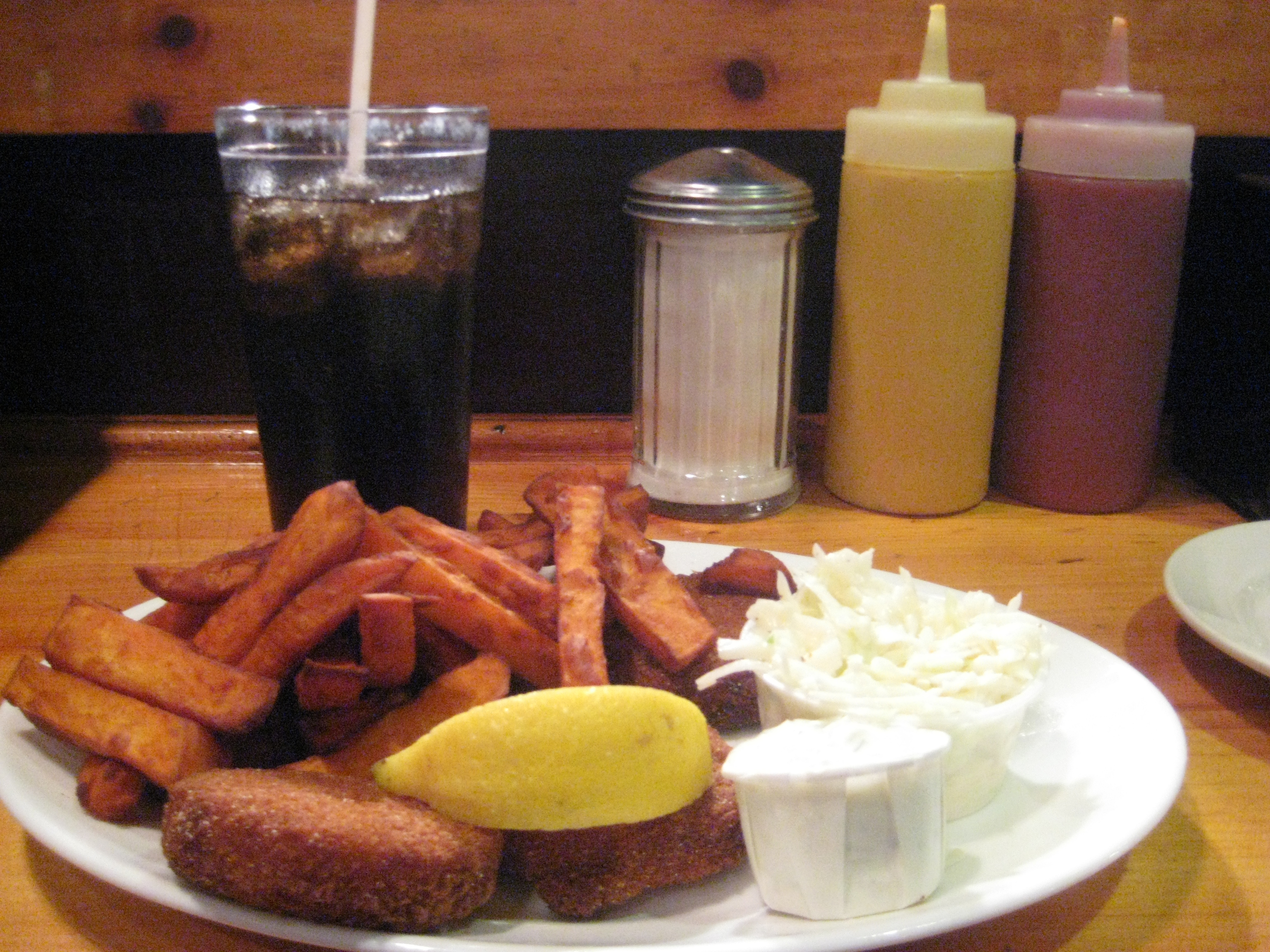
蟹肉餅搭配番薯薯條及涼拌高麗菜

蟹肉餅中間不會再填充任何餡料，而是直接放於盤子上或是夾在三明治中上桌。
蟹肉餅的配菜則通常為薯條、涼拌高麗菜、馬鈴薯或通心粉沙拉。有些餐廳會在蟹肉餅旁邊放上檸檬角或梳打餅，或者是醬汁例如：調味蛋黃醬、塔塔醬、芥末醬、雞尾酒醬、番茄醬或伍斯特醬。餐廳也多半會提供客人選擇蟹肉餅是要炸還是炙烤。

## 外部連結
- 營養價值分析 來自 FoodsDatabase